# Larry Valle
Pour les articles homonymes, voir Valle.
Valle  Molina est un nom espagnol. Le premier nom de famille, en général paternel, est Valle ; le second, en général maternel, souvent omis, est Molina.
Larry Valle Molina, né le 31 octobre 1995,, est un coureur cycliste nicaraguayen.

## Biographie
En 2021, Larry Valle devient champion du Nicaragua du contre-la-montre chez les élites. La même année, il représente le Salvador lors des championnats d'Amérique centrale.

## Palmarès
- 2018
  -  Champion du Nicaragua sur route
- 2020
  - 3e du championnat du Nicaragua sur route
- 2021
  -  Champion du Nicaragua du contre-la-montre
- 2023
  - 2e du championnat du Nicaragua du contre-la-montre
  - 2e du championnat du Nicaragua sur route
- 2024
  - 3e du championnat du Nicaragua du contre-la-montre